# Mesosetum longiaristatum
Mesosetum longiaristatum är en gräsart som beskrevs av Tarciso S. Filgueiras. Mesosetum longiaristatum ingår i släktet Mesosetum och familjen gräs. Inga underarter finns listade i Catalogue of Life.